# Podocarpus bracteatus
Podocarpus bracteatus é uma espécie de conífera da família Podocarpaceae, e apenas pode ser encontrada na Indonésia.